# Gare d'Ichinoseki
La gare d'Ichinoseki (一ノ関駅, Ichinoseki-eki) est une gare ferroviaire située à Ichinoseki, dans la préfecture d'Iwate, au nord-est du Japon. Elle appartient au réseau JR East.

## Situation ferroviaire
La gare est située au point kilométrique (PK) 445,1 de la ligne principale Tōhoku et au PK 406,3 de la ligne Shinkansen Tōhoku. Elle marque le début de la ligne Ōfunato.

## Histoire
La gare a été inaugurée le 16 avril 1890. La ligne Shinkansen Tōhoku dessert la gare depuis le 23 juin 1982.

## Service des voyageurs

### Accueil
La gare dispose d'un bâtiment voyageurs, avec guichets, ouvert tous les jours.

### Desserte
- Ligne principale Tōhoku :
  - voie 1 : direction Kogota et Sendai
  - voie 2 : direction Kitakami et Morioka
- Ligne Ōfunato :
  - voie 3 : direction Kesennuma
- Ligne Shinkansen Tōhoku :
  - voie 11 : direction Morioka et Shin-Aomori
  - voie 12 : direction Sendai et Tokyo